# 南会津町
南会津町（みなみあいづまち）は、福島県会津地方に位置し、南会津郡に属する町。
2006年に旧田島町・伊南村・南郷村・舘岩村の4町村（いずれも南会津郡）が合併して誕生した。

## 地理
面積は本州の町村としては岩泉町（岩手県）、阿賀町（新潟県）に次いで3番目に広い（県内市町村の中ではいわき市に次ぎ2位）が、その約92％が森林で占められている。
合併前の旧4町村域に対応して、田島地域・舘岩地域・伊南地域・南郷地域に分けられている。
- 山：荒海山、男鹿岳、黒滝股山、七ヶ岳、田代山、帝釈山、枯木山、高畑山、坪入岳、高畑山、大博多山

- 河川：阿賀川（大川）、舘岩川、伊南川、荒海川（阿賀川上流端付近の別称）

### 隣接している自治体
- 福島県
  - 南会津郡
    - 下郷町
    - 檜枝岐村
    - 只見町

  - 大沼郡
    - 昭和村
- 栃木県
  - 日光市
  - 那須塩原市

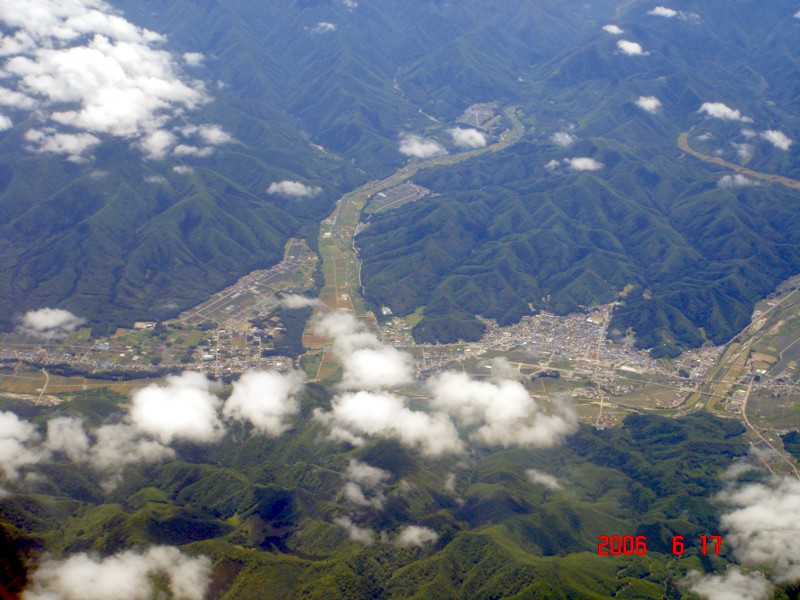
南会津町田島地区田島市街と大川を望む（2006年6月）
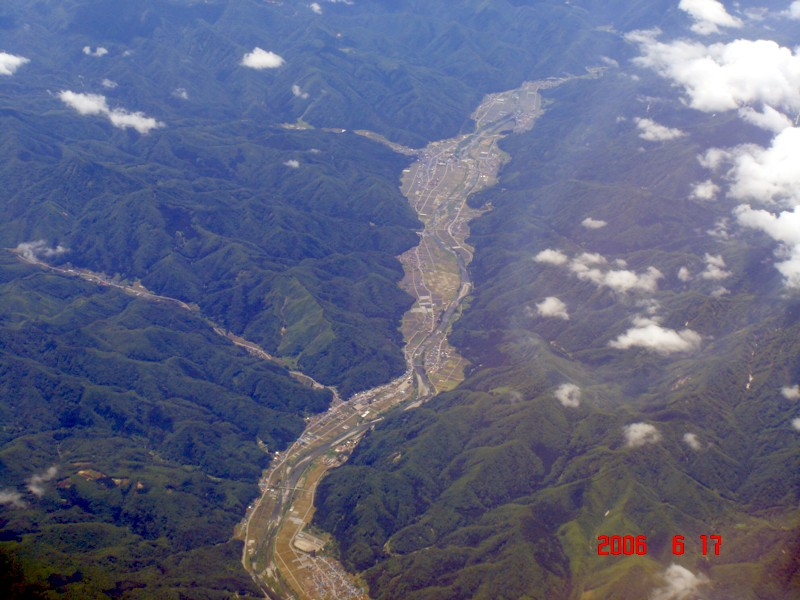
南会津南郷地区山口市街と伊南川を望む（2006年6月）
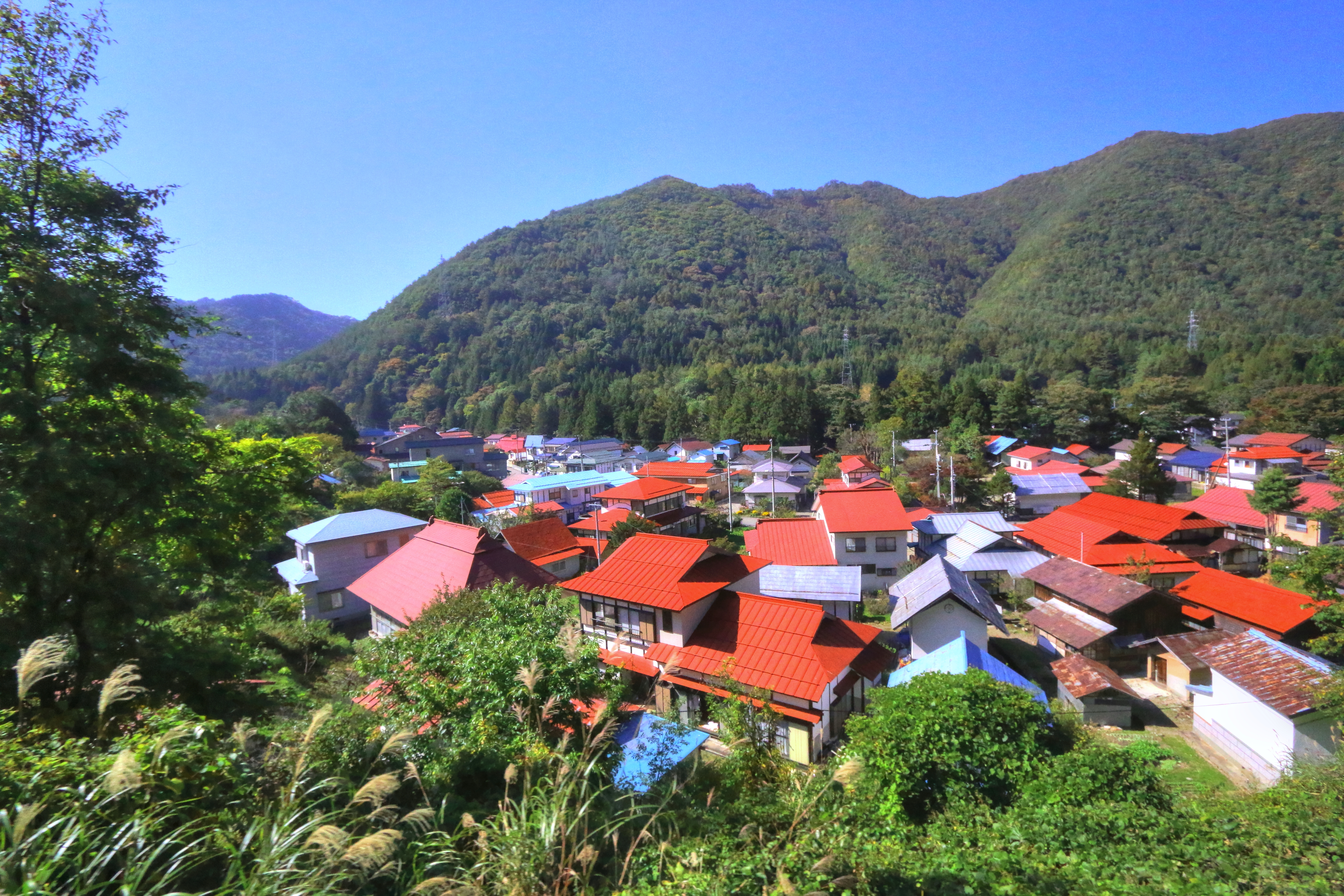
会津高原尾瀬口駅付近の風景（2014年10月）

## 気候
寒暖の差が大きく気温の年較差、日較差が大きい顕著な大陸性気候である。周辺の自治体と同様に降雪量が多く、豪雪地帯（舘岩・伊南・南郷地域は特別豪雪地帯）に指定されている。
冬季は、-20℃近くまで冷え込むことが珍しくなく、近年でも2012年2月1日に-19.4℃、2012年2月4日に-19.0℃、2013年2月10日に-19.1℃、2014年1月24日に-19.2℃、2014年12月28日に-19.2℃、2015年1月21日に-19.7℃、2021年2月1日に-19.4℃を観測している。
| 田島（1991年 - 2020年）の気候      | 田島（1991年 - 2020年）の気候 | 田島（1991年 - 2020年）の気候 | 田島（1991年 - 2020年）の気候 | 田島（1991年 - 2020年）の気候 | 田島（1991年 - 2020年）の気候 | 田島（1991年 - 2020年）の気候 | 田島（1991年 - 2020年）の気候 | 田島（1991年 - 2020年）の気候 | 田島（1991年 - 2020年）の気候 | 田島（1991年 - 2020年）の気候 | 田島（1991年 - 2020年）の気候 | 田島（1991年 - 2020年）の気候 | 田島（1991年 - 2020年）の気候 |
| 月                                 | 1月                           | 2月                           | 3月                           | 4月                           | 5月                           | 6月                           | 7月                           | 8月                           | 9月                           | 10月                          | 11月                          | 12月                          | 年                            |
| ---------------------------------- | ----------------------------- | ----------------------------- | ----------------------------- | ----------------------------- | ----------------------------- | ----------------------------- | ----------------------------- | ----------------------------- | ----------------------------- | ----------------------------- | ----------------------------- | ----------------------------- | ----------------------------- |
| 最高気温記録 °C （°F）             | 13.5 (56.3)                   | 16.2 (61.2)                   | 21.7 (71.1)                   | 28.7 (83.7)                   | 31.4 (88.5)                   | 33.4 (92.1)                   | 35.0 (95)                     | 34.6 (94.3)                   | 32.4 (90.3)                   | 27.7 (81.9)                   | 24.0 (75.2)                   | 18.4 (65.1)                   | 35.0 (95)                     |
| 平均最高気温 °C （°F）             | 1.9 (35.4)                    | 3.0 (37.4)                    | 7.1 (44.8)                    | 14.5 (58.1)                   | 20.7 (69.3)                   | 23.8 (74.8)                   | 27.2 (81)                     | 28.4 (83.1)                   | 23.8 (74.8)                   | 17.6 (63.7)                   | 11.5 (52.7)                   | 4.9 (40.8)                    | 15.4 (59.7)                   |
| 日平均気温 °C （°F）               | −2.4 (27.7)                   | −2.0 (28.4)                   | 1.3 (34.3)                    | 7.6 (45.7)                    | 13.6 (56.5)                   | 17.7 (63.9)                   | 21.5 (70.7)                   | 22.3 (72.1)                   | 18.1 (64.6)                   | 11.7 (53.1)                   | 5.4 (41.7)                    | 0.2 (32.4)                    | 9.6 (49.3)                    |
| 平均最低気温 °C （°F）             | −6.8 (19.8)                   | −6.9 (19.6)                   | −3.7 (25.3)                   | 1.2 (34.2)                    | 6.8 (44.2)                    | 12.5 (54.5)                   | 17.2 (63)                     | 17.9 (64.2)                   | 13.8 (56.8)                   | 7.0 (44.6)                    | 0.6 (33.1)                    | −3.8 (25.2)                   | 4.7 (40.5)                    |
| 最低気温記録 °C （°F）             | −19.7 (−3.5)                  | −19.4 (−2.9)                  | −19.7 (−3.5)                  | −8.6 (16.5)                   | −2.3 (27.9)                   | 2.4 (36.3)                    | 7.9 (46.2)                    | 9.2 (48.6)                    | 2.0 (35.6)                    | −3.8 (25.2)                   | −10.4 (13.3)                  | −19.2 (−2.6)                  | −19.7 (−3.5)                  |
| 降水量 mm （inch）                 | 94.4 (3.717)                  | 63.6 (2.504)                  | 67.0 (2.638)                  | 64.0 (2.52)                   | 80.8 (3.181)                  | 116.2 (4.575)                 | 206.8 (8.142)                 | 174.3 (6.862)                 | 165.9 (6.531)                 | 128.1 (5.043)                 | 62.6 (2.465)                  | 94.5 (3.72)                   | 1,318.1 (51.894)              |
| 降雪量 cm （inch）                 | 187 (73.6)                    | 153 (60.2)                    | 96 (37.8)                     | 10 (3.9)                      | 0 (0)                         | 0 (0)                         | 0 (0)                         | 0 (0)                         | 0 (0)                         | 0 (0)                         | 6 (2.4)                       | 110 (43.3)                    | 562 (221.3)                   |
| 平均降水日数 （≥1.0 mm）           | 16.1                          | 13.0                          | 12.7                          | 10.1                          | 10.1                          | 12.2                          | 15.5                          | 12.8                          | 11.8                          | 10.5                          | 11.5                          | 14.6                          | 150.9                         |
| 平均月間日照時間                   | 59.5                          | 77.0                          | 124.8                         | 160.1                         | 184.1                         | 140.7                         | 135.1                         | 160.3                         | 117.4                         | 109.3                         | 94.5                          | 68.4                          | 1,431.1                       |
| 出典1：Japan Meteorological Agency |                               |                               |                               |                               |                               |                               |                               |                               |                               |                               |                               |                               |                               |
| 出典2：気象庁                      |                               |                               |                               |                               |                               |                               |                               |                               |                               |                               |                               |                               |                               |

| 南郷（1991年 - 2020年）の気候      | 南郷（1991年 - 2020年）の気候 | 南郷（1991年 - 2020年）の気候 | 南郷（1991年 - 2020年）の気候 | 南郷（1991年 - 2020年）の気候 | 南郷（1991年 - 2020年）の気候 | 南郷（1991年 - 2020年）の気候 | 南郷（1991年 - 2020年）の気候 | 南郷（1991年 - 2020年）の気候 | 南郷（1991年 - 2020年）の気候 | 南郷（1991年 - 2020年）の気候 | 南郷（1991年 - 2020年）の気候 | 南郷（1991年 - 2020年）の気候 | 南郷（1991年 - 2020年）の気候 |
| 月                                 | 1月                           | 2月                           | 3月                           | 4月                           | 5月                           | 6月                           | 7月                           | 8月                           | 9月                           | 10月                          | 11月                          | 12月                          | 年                            |
| ---------------------------------- | ----------------------------- | ----------------------------- | ----------------------------- | ----------------------------- | ----------------------------- | ----------------------------- | ----------------------------- | ----------------------------- | ----------------------------- | ----------------------------- | ----------------------------- | ----------------------------- | ----------------------------- |
| 最高気温記録 °C （°F）             | 11.6 (52.9)                   | 15.1 (59.2)                   | 20.1 (68.2)                   | 28.6 (83.5)                   | 32.7 (90.9)                   | 33.1 (91.6)                   | 35.1 (95.2)                   | 36.6 (97.9)                   | 34.1 (93.4)                   | 29.7 (85.5)                   | 24.1 (75.4)                   | 19.2 (66.6)                   | 36.6 (97.9)                   |
| 平均最高気温 °C （°F）             | 1.2 (34.2)                    | 2.1 (35.8)                    | 6.0 (42.8)                    | 13.7 (56.7)                   | 20.7 (69.3)                   | 24.0 (75.2)                   | 27.3 (81.1)                   | 28.8 (83.8)                   | 24.4 (75.9)                   | 18.1 (64.6)                   | 11.4 (52.5)                   | 4.3 (39.7)                    | 15.2 (59.4)                   |
| 日平均気温 °C （°F）               | −2.2 (28)                     | −1.9 (28.6)                   | 1.1 (34)                      | 7.1 (44.8)                    | 13.9 (57)                     | 18.3 (64.9)                   | 22.0 (71.6)                   | 22.9 (73.2)                   | 18.7 (65.7)                   | 12.2 (54)                     | 5.7 (42.3)                    | 0.4 (32.7)                    | 9.9 (49.8)                    |
| 平均最低気温 °C （°F）             | −5.7 (21.7)                   | −6.1 (21)                     | −3.2 (26.2)                   | 1.5 (34.7)                    | 7.4 (45.3)                    | 13.3 (55.9)                   | 17.8 (64)                     | 18.5 (65.3)                   | 14.4 (57.9)                   | 7.7 (45.9)                    | 1.4 (34.5)                    | −2.9 (26.8)                   | 5.3 (41.5)                    |
| 最低気温記録 °C （°F）             | −18.0 (−0.4)                  | −17.2 (1)                     | −16.5 (2.3)                   | −7.3 (18.9)                   | −1.1 (30)                     | 3.8 (38.8)                    | 9.3 (48.7)                    | 9.1 (48.4)                    | 3.0 (37.4)                    | −2.9 (26.8)                   | −11.2 (11.8)                  | −15.0 (5)                     | −18.0 (−0.4)                  |
| 降水量 mm （inch）                 | 126.8 (4.992)                 | 79.1 (3.114)                  | 76.0 (2.992)                  | 65.7 (2.587)                  | 76.6 (3.016)                  | 117.1 (4.61)                  | 225.1 (8.862)                 | 169.6 (6.677)                 | 139.4 (5.488)                 | 134.7 (5.303)                 | 119.7 (4.713)                 | 161.6 (6.362)                 | 1,492.1 (58.744)              |
| 降雪量 cm （inch）                 | 306 (120.5)                   | 249 (98)                      | 175 (68.9)                    | 42 (16.5)                     | 0 (0)                         | 0 (0)                         | 0 (0)                         | 0 (0)                         | 0 (0)                         | 0 (0)                         | 16 (6.3)                      | 211 (83.1)                    | 1,010 (397.6)                 |
| 平均降水日数 （≥1.0 mm）           | 20.6                          | 16.2                          | 15.7                          | 11.6                          | 11.3                          | 13.0                          | 15.6                          | 13.2                          | 13.4                          | 13.9                          | 16.0                          | 20.0                          | 180.6                         |
| 平均月間日照時間                   | 55.1                          | 75.1                          | 126.8                         | 173.4                         | 196.2                         | 154.3                         | 148.0                         | 186.8                         | 136.6                         | 123.1                         | 99.1                          | 62.5                          | 1,540.6                       |
| 出典1：Japan Meteorological Agency |                               |                               |                               |                               |                               |                               |                               |                               |                               |                               |                               |                               |                               |
| 出典2：気象庁                      |                               |                               |                               |                               |                               |                               |                               |                               |                               |                               |                               |                               |                               |

## 人口
| 南会津町（に相当する地域）の人口の推移 \| 1970年（昭和45年） \| 26,813人 \| \| \| 1975年（昭和50年） \| 25,166人 \| \| \| 1980年（昭和55年） \| 24,119人 \| \| \| 1985年（昭和60年） \| 23,288人 \| \| \| 1990年（平成2年） \| 22,548人 \| \| \| 1995年（平成7年） \| 22,059人 \| \| \| 2000年（平成12年） \| 21,095人 \| \| \| 2005年（平成17年） \| 19,870人 \| \| \| 2010年（平成22年） \| 17,864人 \| \| \| 2015年（平成27年） \| 16,264人 \| \| \| 2020年（令和2年） \| 14,451人 \| \| |          |  |
| 総務省統計局 国勢調査より |          |  |
| 1970年（昭和45年） | 26,813人 |  |
| 1975年（昭和50年） | 25,166人 |  |
| 1980年（昭和55年） | 24,119人 |  |
| 1985年（昭和60年） | 23,288人 |  |
| 1990年（平成2年） | 22,548人 |  |
| 1995年（平成7年） | 22,059人 |  |
| 2000年（平成12年） | 21,095人 |  |
| 2005年（平成17年） | 19,870人 |  |
| 2010年（平成22年） | 17,864人 |  |
| 2015年（平成27年） | 16,264人 |  |
| 2020年（令和2年） | 14,451人 |  |

## 歴史

### 年表

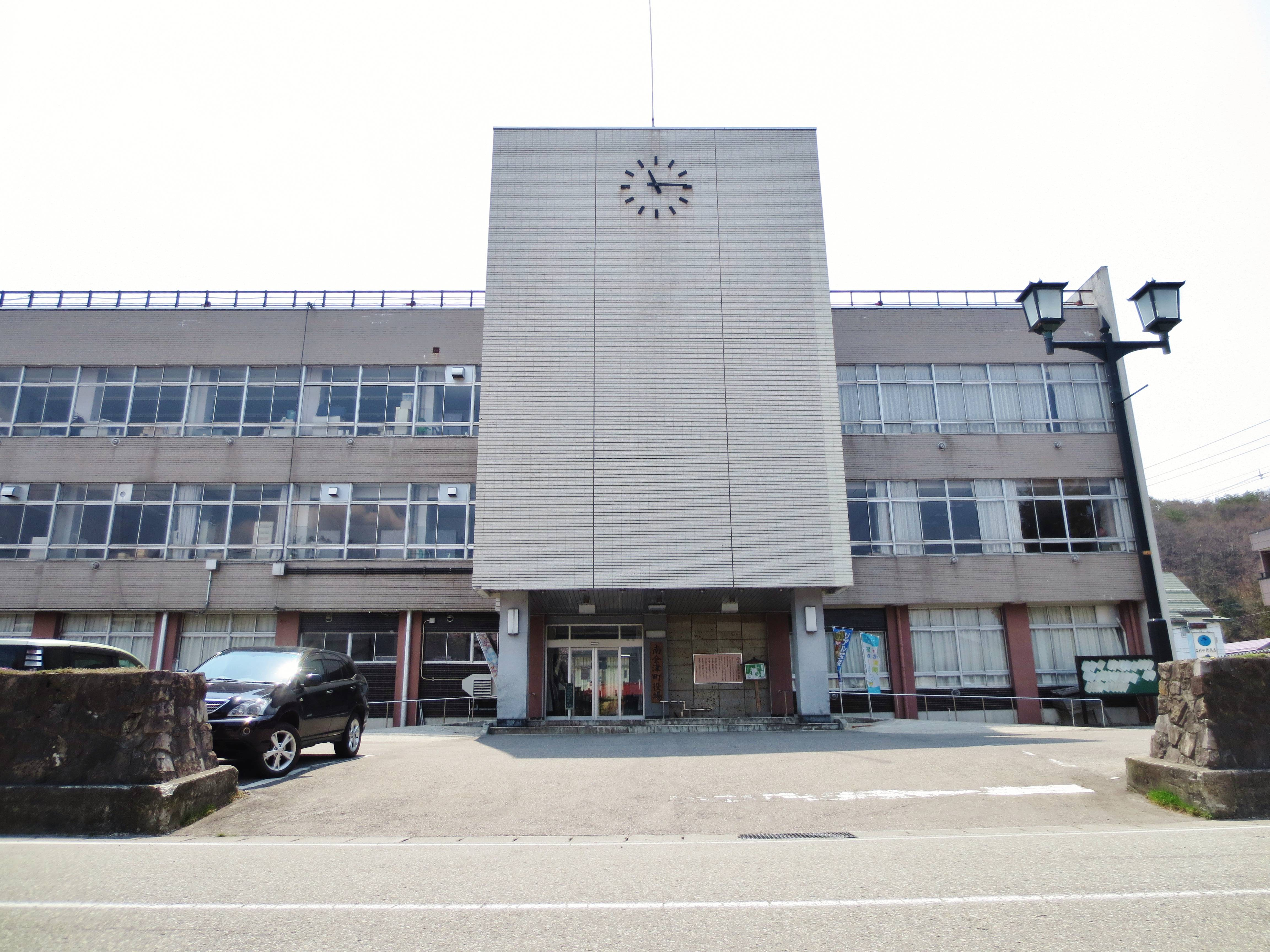
旧役場庁舎

- 1934年（昭和9年）12月27日 - 会津線の湯野上 - 会津田島間が開業。
- 1953年（昭和28年）5月18日 - 国道121号が制定。
- 1970年（昭和45年）4月1日 - 国道289号が制定。
- 1975年（昭和50年）4月1日 - 国道352号が制定。
- 1981年（昭和56年） - 国道401号が制定。
- 1982年（昭和57年） - 国道400号が制定。
- 2006年（平成18年）3月20日 - 田島町、舘岩村、伊南村、南郷村が合併し、南会津郡南会津町となる。町役場本庁舎は旧田島町役場に置いた。
- 2017年（平成29年）7月 - 町役場新庁舎が開庁[4]。

### 行政区域変遷
- 変遷の年表

| 南会津町町域の変遷（年表） | 南会津町町域の変遷（年表） | 南会津町町域の変遷（年表） |
| 年                         | 月日                       | 現南会津町町域に関連する行政区域変遷 |
| -------------------------- | -------------------------- | --- |
| 1889年（明治22年）         | 4月1日                     | 町村制施行により、以下の村が発足。 - 旧田島町域 - 田島村 ← 田島村・永田村・丹藤村・長野村・田部村・水無村・栗生沢村 - 檜沢村 ← 高野村・塩江村・福米沢村・金井沢村・静川村・針生村 - 荒海村 ← 中荒井村・川島村・関本村・藤生村・糸沢村・滝原村 - 旧舘岩村域 - 舘岩村 ← 八総村・熨斗戸村・湯ノ花村・宮里村・中ノ井村・塩ノ原村・森戸村 - 旧伊南村域 - 伊南村 ← 浜野村・白石村・多々石村・青柳村・小塩村・宮沢村・古町村 - 大川村 ← 大桃村・恥風村・内川村・大原村・小立岩村 - 旧南郷村域 - 大宮村 ← 木伏村・水根沢村・山口村・入小屋村・大新田村・大橋村・鴇巣村・宮床村 - 富田村 ← 片貝村・和泉田村・界村・下山村 |
| 1896年（明治29年）         | 7月1日                     | 田島村は町制施行し田島町になる。 |
| 1955年（昭和30年）         | 4月1日                     | - 田島町・檜沢村・荒海村が合併し田島町が発足。 - 伊南村・大川村が合併し伊南村が発足 |
| 1955年（昭和30年）         | 7月20日                    | 大宮村・富田村が合併し南郷村が発足。 |
| 1968年（昭和43年）         | 5月1日                     | 南郷村の一部（和泉田の一部）は只見町に編入。 |
| 2006年（平成18年）         | 3月20日                    | 田島町、舘岩村、伊南村、南郷村が合併し、南会津郡南会津町が発足。 |

- 変遷表

| 南会津町町域の変遷表（※細かい境界の変遷は省略） | 南会津町町域の変遷表（※細かい境界の変遷は省略） | 南会津町町域の変遷表（※細かい境界の変遷は省略） | 南会津町町域の変遷表（※細かい境界の変遷は省略） | 南会津町町域の変遷表（※細かい境界の変遷は省略） | 南会津町町域の変遷表（※細かい境界の変遷は省略） | 南会津町町域の変遷表（※細かい境界の変遷は省略） | 南会津町町域の変遷表（※細かい境界の変遷は省略） |
| 1868年 以前                                     | 1868年 以前                                     | 明治元年 - 明治22年                             | 明治22年 4月1日                                 | 明治22年 - 昭和64年                             | 明治22年 - 昭和64年                             | 平成元年 - 現在                                 | 現在                                            |
| ----------------------------------------------- | ----------------------------------------------- | ----------------------------------------------- | ----------------------------------------------- | ----------------------------------------------- | ----------------------------------------------- | ----------------------------------------------- | ----------------------------------------------- |
|                                                 | 田島村                                          | 田島村                                          | 田島村                                          | 明治29年7月1日 町制                             | 昭和30年4月1日 田島町                           | 平成18年3月20日 南会津町                        | 南会津町                                        |
|                                                 | 永田村                                          |                                                 | 田島村                                          | 明治29年7月1日 町制                             | 昭和30年4月1日 田島町                           | 平成18年3月20日 南会津町                        | 南会津町                                        |
|                                                 | 丹藤村                                          |                                                 | 田島村                                          | 明治29年7月1日 町制                             | 昭和30年4月1日 田島町                           | 平成18年3月20日 南会津町                        | 南会津町                                        |
|                                                 | 長野村                                          |                                                 | 田島村                                          | 明治29年7月1日 町制                             | 昭和30年4月1日 田島町                           | 平成18年3月20日 南会津町                        | 南会津町                                        |
|                                                 | 田部村                                          |                                                 | 田島村                                          | 明治29年7月1日 町制                             | 昭和30年4月1日 田島町                           | 平成18年3月20日 南会津町                        | 南会津町                                        |
|                                                 | 水無村                                          |                                                 | 田島村                                          | 明治29年7月1日 町制                             | 昭和30年4月1日 田島町                           | 平成18年3月20日 南会津町                        | 南会津町                                        |
|                                                 | 栗生沢村                                        |                                                 | 田島村                                          | 明治29年7月1日 町制                             | 昭和30年4月1日 田島町                           | 平成18年3月20日 南会津町                        | 南会津町                                        |
|                                                 | 高野村                                          | 高野村                                          | 檜沢村                                          | 檜沢村                                          | 昭和30年4月1日 田島町                           | 平成18年3月20日 南会津町                        | 南会津町                                        |
|                                                 | 上塩沢村                                        | 明治10年 塩江村                                 | 檜沢村                                          | 檜沢村                                          | 昭和30年4月1日 田島町                           | 平成18年3月20日 南会津町                        | 南会津町                                        |
|                                                 | 下塩沢村                                        | 明治10年 塩江村                                 | 檜沢村                                          | 檜沢村                                          | 昭和30年4月1日 田島町                           | 平成18年3月20日 南会津町                        | 南会津町                                        |
|                                                 | 福米沢村                                        |                                                 | 檜沢村                                          | 檜沢村                                          | 昭和30年4月1日 田島町                           | 平成18年3月20日 南会津町                        | 南会津町                                        |
|                                                 | 金井沢村                                        |                                                 | 檜沢村                                          | 檜沢村                                          | 昭和30年4月1日 田島町                           | 平成18年3月20日 南会津町                        | 南会津町                                        |
|                                                 | 大豆渡村                                        | 明治10年 静川村                                 | 檜沢村                                          | 檜沢村                                          | 昭和30年4月1日 田島町                           | 平成18年3月20日 南会津町                        | 南会津町                                        |
|                                                 | 黒沢新田村                                      | 明治10年 静川村                                 | 檜沢村                                          | 檜沢村                                          | 昭和30年4月1日 田島町                           | 平成18年3月20日 南会津町                        | 南会津町                                        |
|                                                 | 針生村                                          |                                                 | 檜沢村                                          | 檜沢村                                          | 昭和30年4月1日 田島町                           | 平成18年3月20日 南会津町                        | 南会津町                                        |
|                                                 | 中荒井村                                        | 中荒井村                                        | 荒海村                                          | 荒海村                                          | 昭和30年4月1日 田島町                           | 平成18年3月20日 南会津町                        | 南会津町                                        |
|                                                 | 川島村                                          |                                                 | 荒海村                                          | 荒海村                                          | 昭和30年4月1日 田島町                           | 平成18年3月20日 南会津町                        | 南会津町                                        |
|                                                 | 関本村                                          |                                                 | 荒海村                                          | 荒海村                                          | 昭和30年4月1日 田島町                           | 平成18年3月20日 南会津町                        | 南会津町                                        |
|                                                 | 藤生村                                          |                                                 | 荒海村                                          | 荒海村                                          | 昭和30年4月1日 田島町                           | 平成18年3月20日 南会津町                        | 南会津町                                        |
|                                                 | 糸沢村                                          |                                                 | 荒海村                                          | 荒海村                                          | 昭和30年4月1日 田島町                           | 平成18年3月20日 南会津町                        | 南会津町                                        |
|                                                 | 滝原村                                          |                                                 | 荒海村                                          | 荒海村                                          | 昭和30年4月1日 田島町                           | 平成18年3月20日 南会津町                        | 南会津町                                        |
|                                                 | 八総村                                          | 明治8年 八総村                                  | 舘岩村                                          | 舘岩村                                          | 舘岩村                                          | 平成18年3月20日 南会津町                        | 南会津町                                        |
|                                                 | 井桁村                                          | 明治8年 八総村                                  | 舘岩村                                          | 舘岩村                                          | 舘岩村                                          | 平成18年3月20日 南会津町                        | 南会津町                                        |
|                                                 | 精舎村                                          | 明治8年 八総村                                  | 舘岩村                                          | 舘岩村                                          | 舘岩村                                          | 平成18年3月20日 南会津町                        | 南会津町                                        |
|                                                 | 岩下村                                          | 明治8年 八総村                                  | 舘岩村                                          | 舘岩村                                          | 舘岩村                                          | 平成18年3月20日 南会津町                        | 南会津町                                        |
|                                                 | 熨斗戸村                                        | 明治8年 熨斗戸村                                | 舘岩村                                          | 舘岩村                                          | 舘岩村                                          | 平成18年3月20日 南会津町                        | 南会津町                                        |
|                                                 | 伊与戸村                                        | 明治8年 熨斗戸村                                | 舘岩村                                          | 舘岩村                                          | 舘岩村                                          | 平成18年3月20日 南会津町                        | 南会津町                                        |
|                                                 | 戸中村                                          | 明治8年 湯ノ花村                                | 舘岩村                                          | 舘岩村                                          | 舘岩村                                          | 平成18年3月20日 南会津町                        | 南会津町                                        |
|                                                 | 押戸村                                          | 明治8年 湯ノ花村                                | 舘岩村                                          | 舘岩村                                          | 舘岩村                                          | 平成18年3月20日 南会津町                        | 南会津町                                        |
|                                                 | 吉高村                                          | 明治8年 湯ノ花村                                | 舘岩村                                          | 舘岩村                                          | 舘岩村                                          | 平成18年3月20日 南会津町                        | 南会津町                                        |
|                                                 | 貝原村                                          | 明治8年 湯ノ花村                                | 舘岩村                                          | 舘岩村                                          | 舘岩村                                          | 平成18年3月20日 南会津町                        | 南会津町                                        |
|                                                 | 角生村                                          | 明治8年 湯ノ花村                                | 舘岩村                                          | 舘岩村                                          | 舘岩村                                          | 平成18年3月20日 南会津町                        | 南会津町                                        |
|                                                 | 湯岐村                                          | 明治8年 湯ノ花村                                | 舘岩村                                          | 舘岩村                                          | 舘岩村                                          | 平成18年3月20日 南会津町                        | 南会津町                                        |
|                                                 | 湯入村                                          | 明治8年 湯ノ花村                                | 舘岩村                                          | 舘岩村                                          | 舘岩村                                          | 平成18年3月20日 南会津町                        | 南会津町                                        |
|                                                 | 水引村                                          | 明治8年 湯ノ花村                                | 舘岩村                                          | 舘岩村                                          | 舘岩村                                          | 平成18年3月20日 南会津町                        | 南会津町                                        |
|                                                 | 穴原村                                          | 明治8年 宮里村                                  | 舘岩村                                          | 舘岩村                                          | 舘岩村                                          | 平成18年3月20日 南会津町                        | 南会津町                                        |
|                                                 | 穴原村                                          | 明治8年 宮里村                                  | 舘岩村                                          | 舘岩村                                          | 舘岩村                                          | 平成18年3月20日 南会津町                        | 南会津町                                        |
|                                                 | 介木生村                                        | 明治8年 宮里村                                  | 舘岩村                                          | 舘岩村                                          | 舘岩村                                          | 平成18年3月20日 南会津町                        | 南会津町                                        |
|                                                 | 小高林村                                        | 明治8年 宮里村                                  | 舘岩村                                          | 舘岩村                                          | 舘岩村                                          | 平成18年3月20日 南会津町                        | 南会津町                                        |
|                                                 | 木賊村                                          | 明治8年 宮里村                                  | 舘岩村                                          | 舘岩村                                          | 舘岩村                                          | 平成18年3月20日 南会津町                        | 南会津町                                        |
|                                                 | 川衣村                                          | 明治8年 宮里村                                  | 舘岩村                                          | 舘岩村                                          | 舘岩村                                          | 平成18年3月20日 南会津町                        | 南会津町                                        |
|                                                 | 福渡村                                          | 明治8年 中ノ井村                                | 舘岩村                                          | 舘岩村                                          | 舘岩村                                          | 平成18年3月20日 南会津町                        | 南会津町                                        |
|                                                 | 前沢村                                          | 明治8年 中ノ井村                                | 舘岩村                                          | 舘岩村                                          | 舘岩村                                          | 平成18年3月20日 南会津町                        | 南会津町                                        |
|                                                 | 塩原村                                          | 明治8年 塩ノ原村                                | 舘岩村                                          | 舘岩村                                          | 舘岩村                                          | 平成18年3月20日 南会津町                        | 南会津町                                        |
|                                                 | 田瀬村                                          | 明治8年 塩ノ原村                                | 舘岩村                                          | 舘岩村                                          | 舘岩村                                          | 平成18年3月20日 南会津町                        | 南会津町                                        |
|                                                 | 森戸村                                          |                                                 | 舘岩村                                          | 舘岩村                                          | 舘岩村                                          | 平成18年3月20日 南会津町                        | 南会津町                                        |
|                                                 | 浜野村                                          | 浜野村                                          | 伊南村                                          | 昭和30年4月1日 伊南村                           | 昭和30年4月1日 伊南村                           | 平成18年3月20日 南会津町                        | 南会津町                                        |
|                                                 | 白石村                                          |                                                 | 伊南村                                          | 昭和30年4月1日 伊南村                           | 昭和30年4月1日 伊南村                           | 平成18年3月20日 南会津町                        | 南会津町                                        |
|                                                 | 多々石村                                        |                                                 | 伊南村                                          | 昭和30年4月1日 伊南村                           | 昭和30年4月1日 伊南村                           | 平成18年3月20日 南会津町                        | 南会津町                                        |
|                                                 | 青柳村                                          |                                                 | 伊南村                                          | 昭和30年4月1日 伊南村                           | 昭和30年4月1日 伊南村                           | 平成18年3月20日 南会津町                        | 南会津町                                        |
|                                                 | 小塩村                                          |                                                 | 伊南村                                          | 昭和30年4月1日 伊南村                           | 昭和30年4月1日 伊南村                           | 平成18年3月20日 南会津町                        | 南会津町                                        |
|                                                 | 宮沢村                                          |                                                 | 伊南村                                          | 昭和30年4月1日 伊南村                           | 昭和30年4月1日 伊南村                           | 平成18年3月20日 南会津町                        | 南会津町                                        |
|                                                 | 古町村                                          |                                                 | 伊南村                                          | 昭和30年4月1日 伊南村                           | 昭和30年4月1日 伊南村                           | 平成18年3月20日 南会津町                        | 南会津町                                        |
|                                                 | 大桃村                                          | 大桃村                                          | 大川村                                          | 昭和30年4月1日 伊南村                           | 昭和30年4月1日 伊南村                           | 平成18年3月20日 南会津町                        | 南会津町                                        |
|                                                 | 恥風村                                          | 明治8年 恥風村                                  | 大川村                                          | 昭和30年4月1日 伊南村                           | 昭和30年4月1日 伊南村                           | 平成18年3月20日 南会津町                        | 南会津町                                        |
|                                                 | 朴木村                                          | 明治8年 恥風村                                  | 大川村                                          | 昭和30年4月1日 伊南村                           | 昭和30年4月1日 伊南村                           | 平成18年3月20日 南会津町                        | 南会津町                                        |
|                                                 | 落合村                                          | 明治10年 内川村                                 | 大川村                                          | 昭和30年4月1日 伊南村                           | 昭和30年4月1日 伊南村                           | 平成18年3月20日 南会津町                        | 南会津町                                        |
|                                                 | 大原村                                          |                                                 | 大川村                                          | 昭和30年4月1日 伊南村                           | 昭和30年4月1日 伊南村                           | 平成18年3月20日 南会津町                        | 南会津町                                        |
|                                                 | 小立岩村                                        |                                                 | 大川村                                          | 昭和30年4月1日 伊南村                           | 昭和30年4月1日 伊南村                           | 平成18年3月20日 南会津町                        | 南会津町                                        |
|                                                 | 木伏村                                          | 木伏村                                          | 大宮村                                          | 昭和30年7月20日 南郷村                          | 昭和30年7月20日 南郷村                          | 平成18年3月20日 南会津町                        | 南会津町                                        |
|                                                 | 水根沢村                                        |                                                 | 大宮村                                          | 昭和30年7月20日 南郷村                          | 昭和30年7月20日 南郷村                          | 平成18年3月20日 南会津町                        | 南会津町                                        |
|                                                 | 山口村                                          | 明治10年 山口村                                 | 大宮村                                          | 昭和30年7月20日 南郷村                          | 昭和30年7月20日 南郷村                          | 平成18年3月20日 南会津町                        | 南会津町                                        |
|                                                 | 中小屋村                                        | 明治10年 山口村                                 | 大宮村                                          | 昭和30年7月20日 南郷村                          | 昭和30年7月20日 南郷村                          | 平成18年3月20日 南会津町                        | 南会津町                                        |
|                                                 | 入小屋村                                        |                                                 | 大宮村                                          | 昭和30年7月20日 南郷村                          | 昭和30年7月20日 南郷村                          | 平成18年3月20日 南会津町                        | 南会津町                                        |
|                                                 | 大新田村                                        |                                                 | 大宮村                                          | 昭和30年7月20日 南郷村                          | 昭和30年7月20日 南郷村                          | 平成18年3月20日 南会津町                        | 南会津町                                        |
|                                                 | 大橋村                                          |                                                 | 大宮村                                          | 昭和30年7月20日 南郷村                          | 昭和30年7月20日 南郷村                          | 平成18年3月20日 南会津町                        | 南会津町                                        |
|                                                 | 鴇巣村                                          |                                                 | 大宮村                                          | 昭和30年7月20日 南郷村                          | 昭和30年7月20日 南郷村                          | 平成18年3月20日 南会津町                        | 南会津町                                        |
|                                                 | 宮床村                                          |                                                 | 大宮村                                          | 昭和30年7月20日 南郷村                          | 昭和30年7月20日 南郷村                          | 平成18年3月20日 南会津町                        | 南会津町                                        |
|                                                 | 片貝村                                          | 明治8年 片貝村                                  | 富田村                                          | 昭和30年7月20日 南郷村                          | 昭和30年7月20日 南郷村                          | 平成18年3月20日 南会津町                        | 南会津町                                        |
|                                                 | 富山村                                          | 明治8年 片貝村                                  | 富田村                                          | 昭和30年7月20日 南郷村                          | 昭和30年7月20日 南郷村                          | 平成18年3月20日 南会津町                        | 南会津町                                        |
|                                                 | 和泉田村                                        | 明治10年 和泉田村                               | 富田村                                          | 昭和30年7月20日 南郷村                          | 昭和30年7月20日 南郷村                          | 平成18年3月20日 南会津町                        | 南会津町                                        |
|                                                 | 小野島村                                        | 明治10年 和泉田村                               | 富田村                                          | 昭和30年7月20日 南郷村                          | 昭和30年7月20日 南郷村                          | 平成18年3月20日 南会津町                        | 南会津町                                        |
|                                                 | 界村                                            |                                                 | 富田村                                          | 昭和30年7月20日 南郷村                          | 昭和30年7月20日 南郷村                          | 平成18年3月20日 南会津町                        | 南会津町                                        |
|                                                 | 下山村                                          |                                                 | 富田村                                          | 昭和30年7月20日 南郷村                          | 昭和30年7月20日 南郷村                          | 平成18年3月20日 南会津町                        | 南会津町                                        |

## 行政

### 町長
- 初代：湯田芳博（元・田島町長）
- 2代：大宅宗吉
- 3代：渡部正義

## 姉妹都市・友好都市
- 東京都台東区
  - 1986年10月8日、旧田島町と友好都市提携
- 埼玉県さいたま市
  - 1975年11月4日、旧南郷村と姉妹都市提携（旧浦和市）
  - 1982年10月23日、旧舘岩村と友好都市提携（旧大宮市）

## 警察
- 南会津警察署（旧・田島警察署）

## 郵便
日本郵便の主な郵便局
- 田島郵便局（集配局）
- 舘岩郵便局（集配局）
- 伊南郵便局（集配局）
- 山口郵便局（集配局）

## 経済

### 産業
- 主な産業
  - 農業（トマト、アスパラガス、米、日本酒など）

### 預金取扱金融機関
- 東邦銀行
- 大東銀行
- 会津信用金庫
- 東北労働金庫
- 会津よつば農業協同組合

## 教育

### 高等学校
- 福島県立南会津高等学校（本校舎・南郷校舎）
- 東日本国際大学附属昌平高等学校 通信制課程 会津学習支援センター田島校

### 中学校
- 南会津町立田島中学校：2017年4月に旧檜沢中学校が実質吸収合併された
- 南会津町立荒海中学校
- 南会津町立南会津中学校：旧南郷中学校 2013年4月に南郷中と伊南中が統合した
- 南会津町立舘岩中学校

### 小学校
- 南会津町立田島小学校
- 南会津町立田島第二小学校
- 南会津町立荒海小学校
- 南会津町立桧沢小学校：2013年4月に針生小を統合した
- 南会津町立南郷小学校：2012年4月に南郷第一・第二小学校が統合した
- 南会津町立伊南小学校
- 南会津町立舘岩小学校：2008年4月に上郷小学校と統合した

## 交通

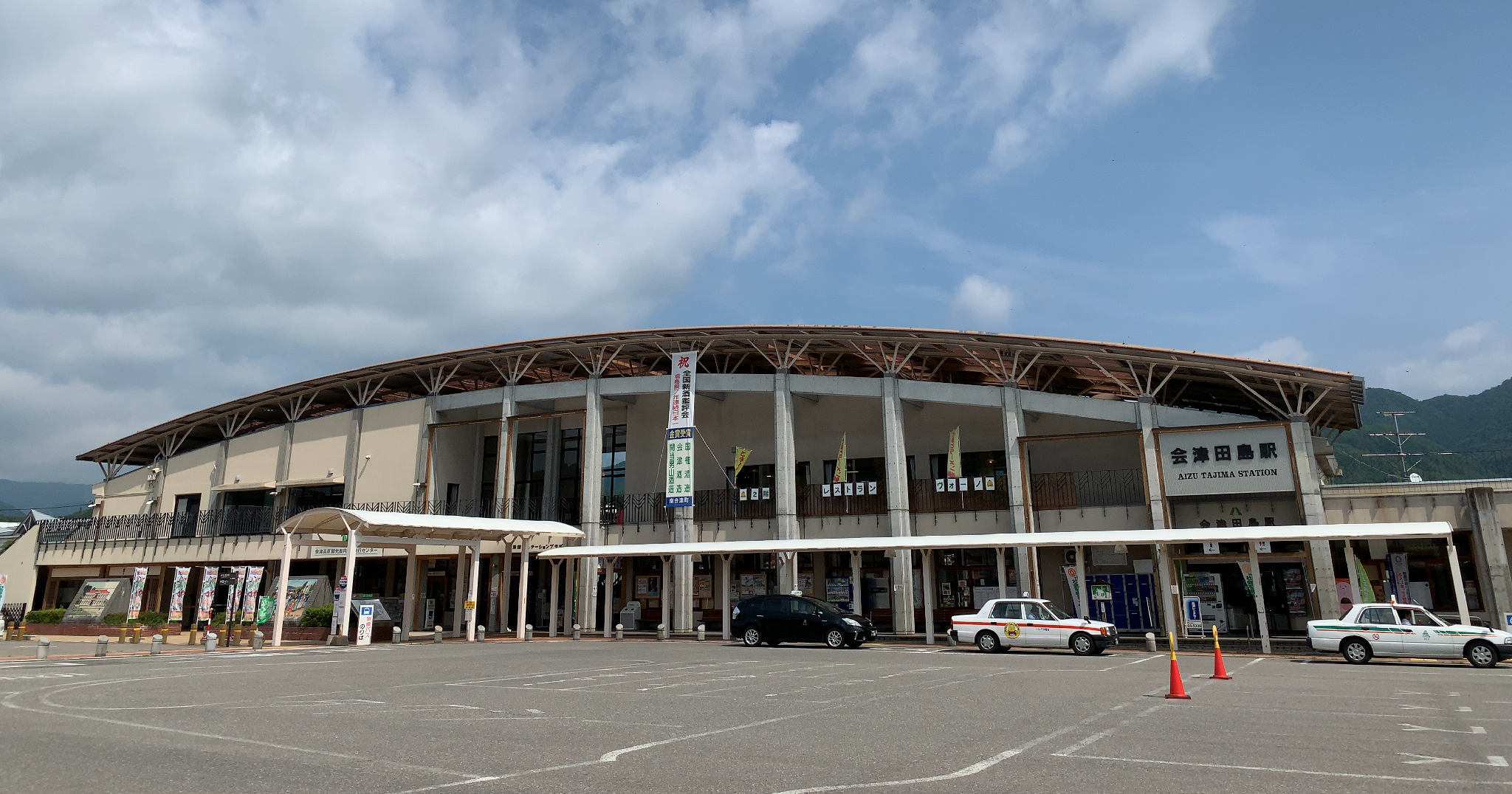
会津田島駅

### 鉄道
会津鉄道
- 会津線：会津長野駅 - 田島高校前駅 - 会津田島駅 - 中荒井駅 - 会津荒海駅 - 会津山村道場駅 - 七ヶ岳登山口駅 - 会津高原尾瀬口駅

野岩鉄道
- 会津鬼怒川線：会津高原尾瀬口駅

### 路線バス
- 会津乗合自動車 - 田島・山口営業所管内。町内および町に隣接する下郷町・檜枝岐村との間を結ぶ路線を運行する。
  - 会津田島駅前 - 福島県立南会津病院 - 駒止湿原入口 - だいくらスキー場入口 - きらら289 - 山口営業所 - 古町 - 内川 - 道の駅尾瀬檜枝岐 - 檜枝岐中央 - 尾瀬御池 - 尾瀬沼山峠[7]
  - 福島県立南会津病院 - 会津田島駅前 - 長野 - 落合 - 会津下郷駅 - 弥五島 - 塔のへつり - 湯野上温泉駅前 - 小沼崎・枝松
  - 会津田島駅 - 合同庁舎前 - 県立南会津病院
  - （南郷地域乗合タクシー）青柳 - 大橋 - 山口営業所 - 南会津中学校前 - 南会津高校 - 梁取公民館前
- 金子観光バス - 会津田島駅と昭和村を結ぶ。
  - 田島駅前 - 県立南会津病院 - からむし織の里 - 昭和温泉 - 松山

### 道路
一般国道
- 国道121号
- 国道289号
- 国道352号
- 国道400号
- 国道401号

都道府県道
- 福島県道218号会津田島停車場線
- 福島県道347号高陦田島線
- 福島県道349号向山会津長野停車場線
- 福島県道350号栗山舘岩線
- 福島県道351号大倉大橋浜野線
- 福島県道369号黒磯田島線

道の駅
- 道の駅たじま（国道121号）
- 道の駅番屋（国道352号）
- 道の駅きらら289（国道289号）

## 特産品
- 南郷トマト
- 会津田島アスパラ
- 田島万古焼
- 日本酒
  - 国権酒造
  - 花泉酒造
  - 会津酒造
  - 開当男山酒造

## 名所・旧跡・観光スポット・祭事・催事

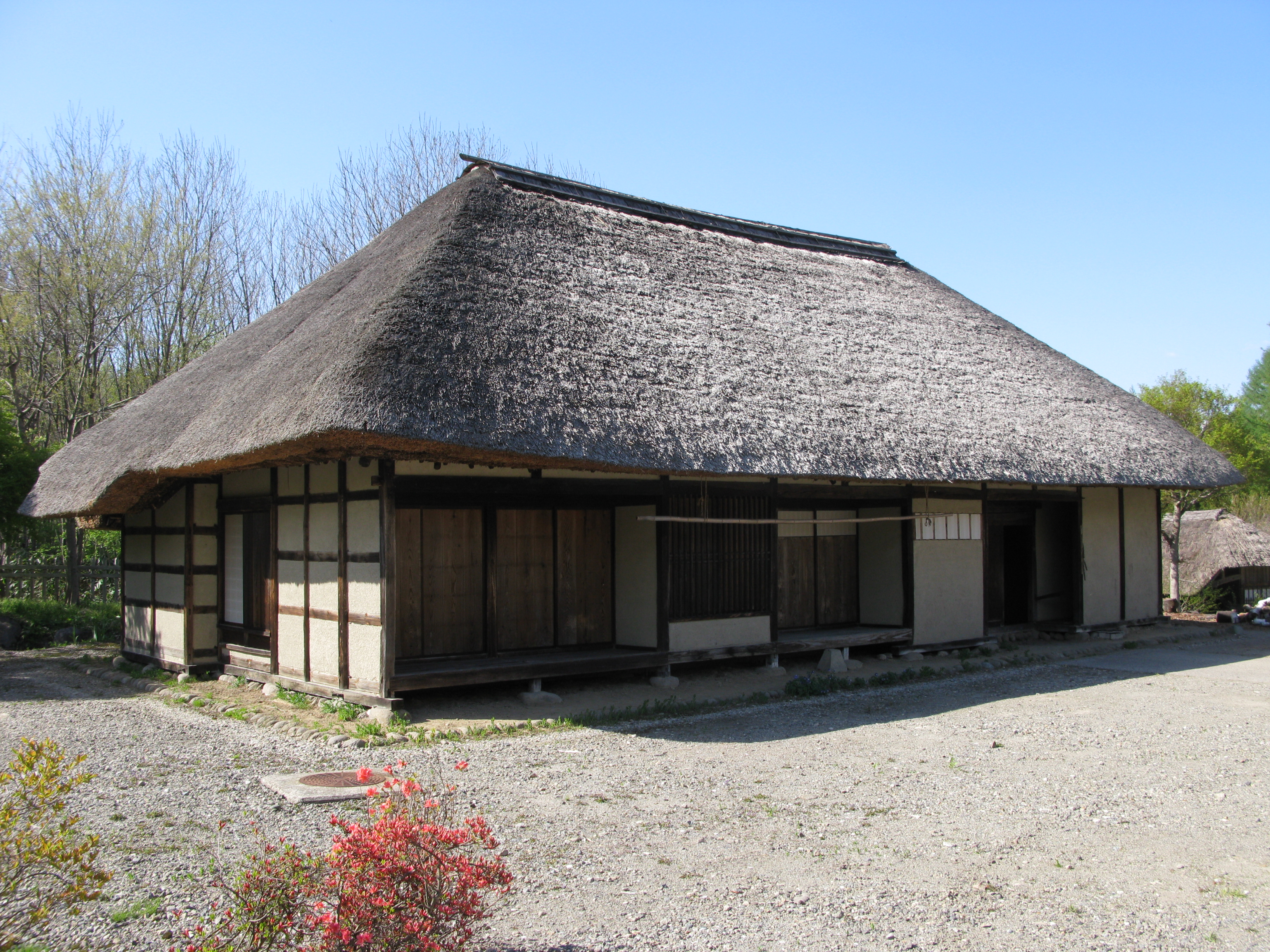
奥会津博物館・旧大竹家住宅

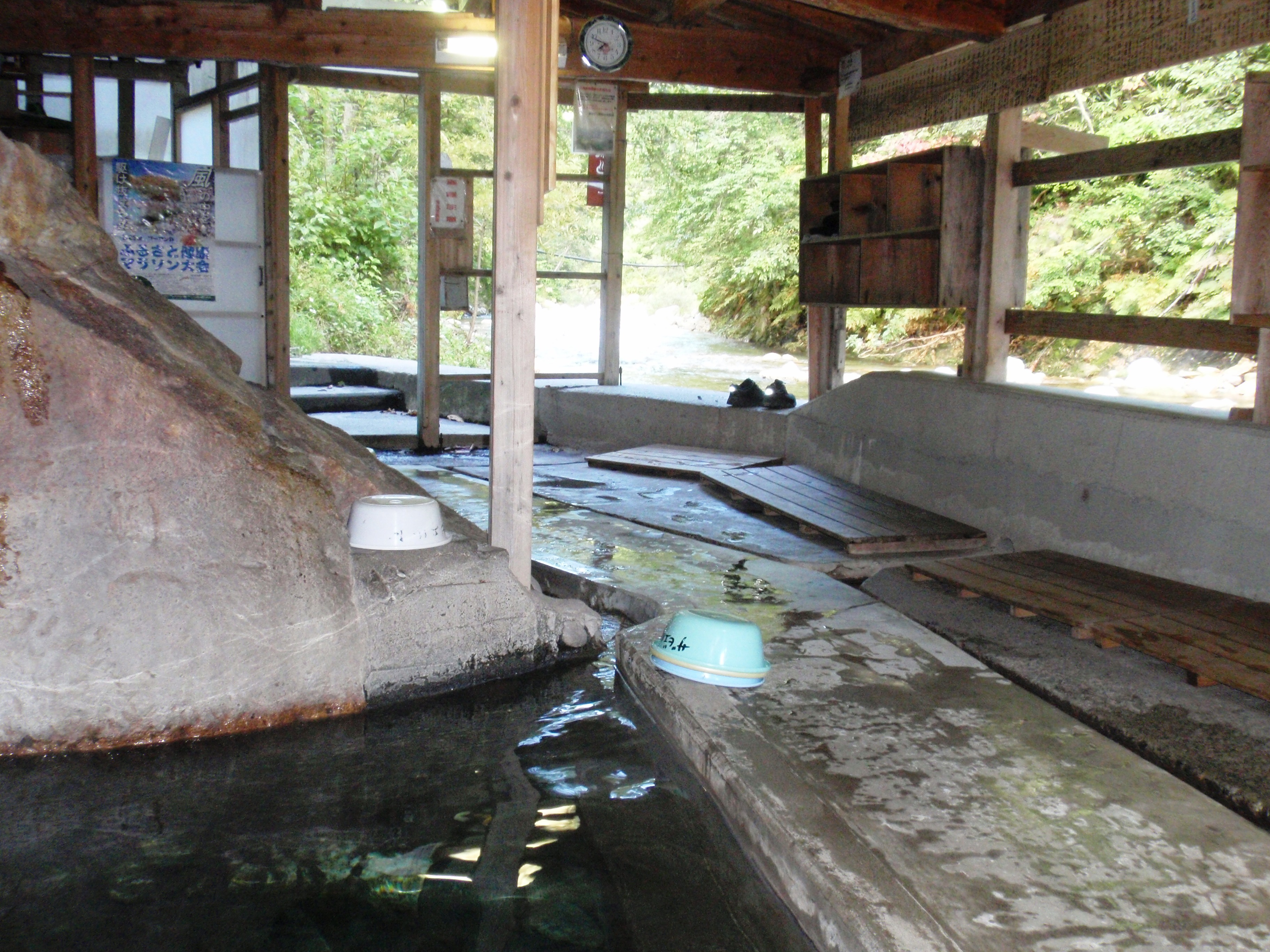
木賊温泉岩風呂

- 田島祇園祭のおとうや行事 会津田島祇園祭（国の重要無形民俗文化財）
- 田出宇賀神社
- 熊野神社
- 田島豊年盆踊り
- 栗生沢獅子舞[8]
- 大桃の舞台（国の重要有形民俗文化財）
- 奥会津博物館（所蔵する「奥会津の山村生産用具及び民家（馬宿）」は国の重要有形民俗文化財）
- 駒止湿原（国の天然記念物）
- 田代山湿原、帝釈山（尾瀬国立公園）
- 前沢（国の重要伝統的建造物群保存地区、曲り家が数多く残る集落）
- 水引集落（伝建地区に指定されていないが、６軒の茅葺き古民家が群になって残る集落）
- 道の駅たじま
- 道の駅きらら289
- 道の駅番屋
- 八総鉱山
- 古町の大銀杏
- 久川城跡（県の指定史跡）
- 鴫山城跡（県の指定史跡）
- 木賊温泉
- 湯ノ花温泉
- 会津高原だいくらスキー場
- 会津高原たかつえスキー場
- 会津高原高畑スキー場
- 会津高原南郷スキー場
- 御蔵入交流館
- 細井家資料館（閉館）
- さかい温泉

## 著名な出身者
- 渡部恒三（衆議院議員、前民主党最高顧問、元衆議院副議長）
- 青柳文太郎（俳優）
- 梅宮哲（俳優）
- 星旦二（首都大学東京名誉教授）